# Blef (film)
Blef (ang. The Hoax) – amerykański film z 2006 r. z Richardem Gere'em w roli głównej. Adaptacja książki Clifforda Irvinga.

## Fabuła
Głównym bohaterem jest Clifford Irving, który postanawia napisać fałszywą biografię Howarda Hughesa – przedsiębiorcy i budowniczego samolotów. Irving zatraca się zupełnie w podjętym przez siebie zadaniu: zaczyna udawać Howarda, naśladować ton jego głosu. Wie, że musi być niezwykle wiarygodny, bo tylko w ten sposób uda mu się oszukać wydawców. Choć wprowadza w błąd nawet swojego długoletniego współpracownika, ostatecznie na całym przedsięwzięciu nie wychodzi zbyt dobrze.

## Obsada
- Richard Gere jako Clifford Irving
- Alfred Molina jako Dick Suskind
- Hope Davis jako Andrea Tate
- Marcia Gay Harden jako Edith Irving
- Stanley Tucci jako Shelton Fisher
- Julie Delpy jako Nina Van Pallandt
- Eli Wallach jako Noah Dietrich